# La Doctoresse
La Doctoresse è un cortometraggio del 1911 diretto da Georges Monca.
Anche conosciuto come: Rigadin et la doctoresse

## Trama
Rigadin vuole divertirsi con sua moglie, ma lei è troppo impegnata a fare il suo lavoro di medico, quindi cerca intrattenimento altrove.